# August von Voit
Richard Jakob August von Voit (Wassertrüdingen, 17 février 1801 –  Munich, 12 décembre 1870) est un architecte bavarois spécialisé dans les structures de métal et de verre. Il a surtout été actif en royaume de Bavière.

## Réalisations notables
Dans l'actuelle Rhénanie-Palatinat, Von Voit a dessiné la Fruchthalle (de) de Kaiserslautern (1843-1846) et l'hôtel de ville d'Annweiler am Trifels (1851). Il a construit deux synagogues, une à Kirchheimbolanden en 1834 et une à Spire en 1837, ainsi que l'église luthérienne (de) de Ludwigshafen (1858-1864). Il y a aussi commencé la reconstruction du château de Hambach.

### 1846-1853 - Neue Pinakothek

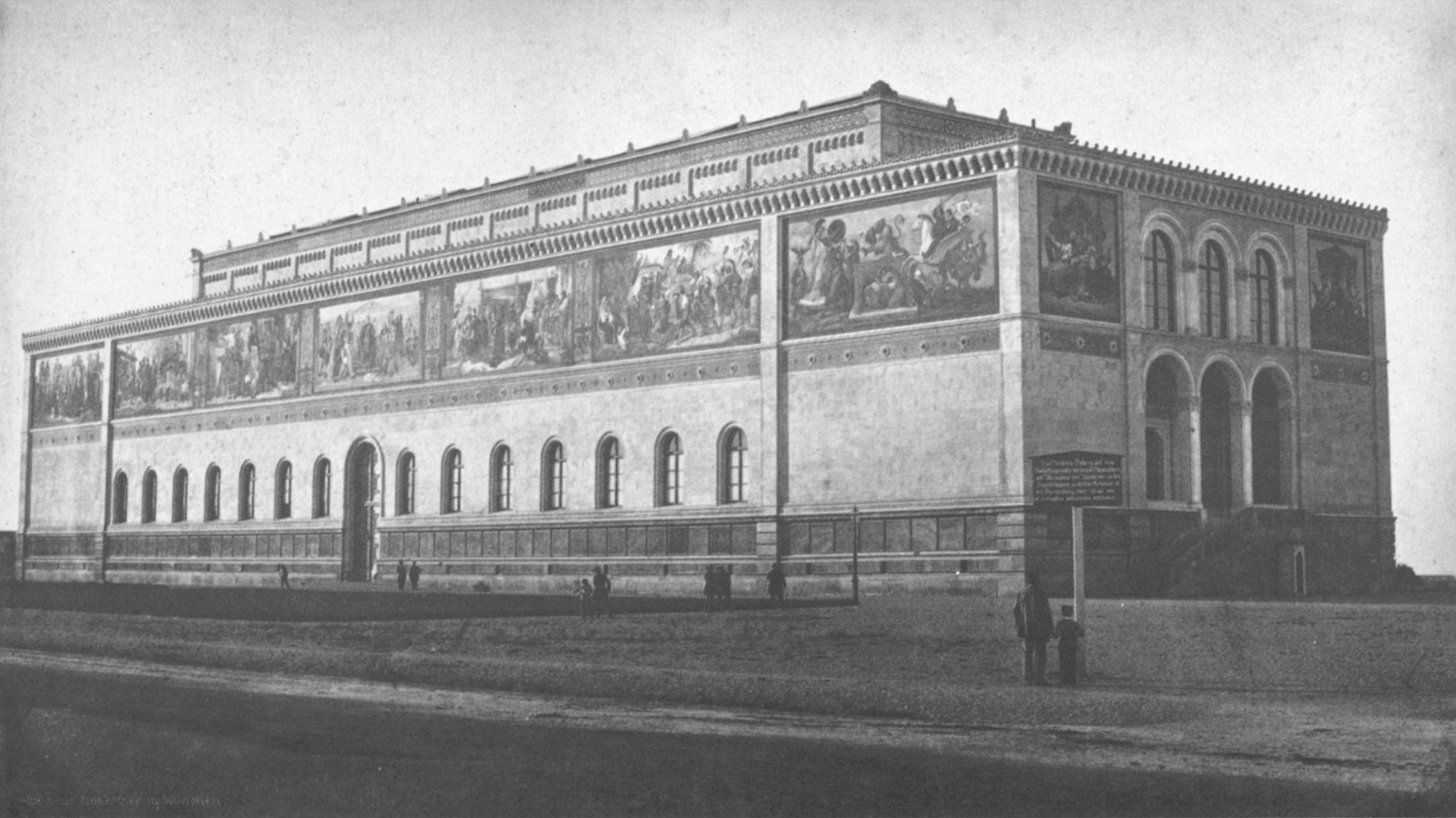
La Neue Pinakothek vers 1854.

La Neue Pinakothek de Munich, commandée par le roi Louis Ier de Bavière, est l'œuvre de Von Voit et Friedrich von Gärtner. Elle était conçue de manière à renforcer l'impression de similarité entre le nouveau et l'ancien musée (Alte Pinakothek). Dans cet esprit, Von Voit avait chargé Wilhelm von Kaulbach de fresques exposant les réalisations de l'art allemand.
Terriblement endommagé durant la guerre, le bâtiment a été démoli en 1950 et remplacé par celui qu'on voit aujourd'hui.

### 1853-1854 - Palais des glaces de Munich

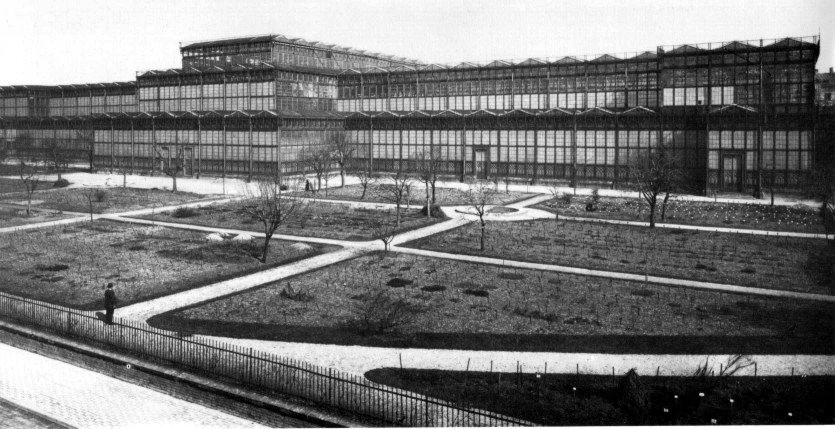
Le Palais des glaces.

August von Voit, surintendant des constructions royales, organisa la construction du Palais des glaces de Munich, dont il fut aussi l'architecte. Pour assurer le respect des délais, il négocia un contrat comportant des pénalités progressives pour les fournisseurs en retard. Son projet « utilisait des poutres rectangulaires comme éléments de l'armature » et s'inspirait du Crystal Palace de Londres. Inauguré pour la Première exposition industrielle allemande (de), ce bâtiment a brûlé en 1931.
Voit a également réalisé la fontaine du Palais, installée aujourd'hui dans le quartier de Haidhausen.

### 1860-1865 - Grande serre des palmiers, ancien jardin botanique de Munich
Situé dans l'ancien jardin botanique, le Palais des glaces aurait dû être démonté et transformé en serre après l'exposition industrielle, mais le coût de cette opération et la poursuite de son utilisation comme espace d'exposition s'opposèrent à ce projet. Voit construisit donc un bâtiment indépendant à proximité, muni d'un grand dôme de verre et de fonte.

### 1867-1869 - Deuxième grand jardin d'hiver de la résidence de Munich

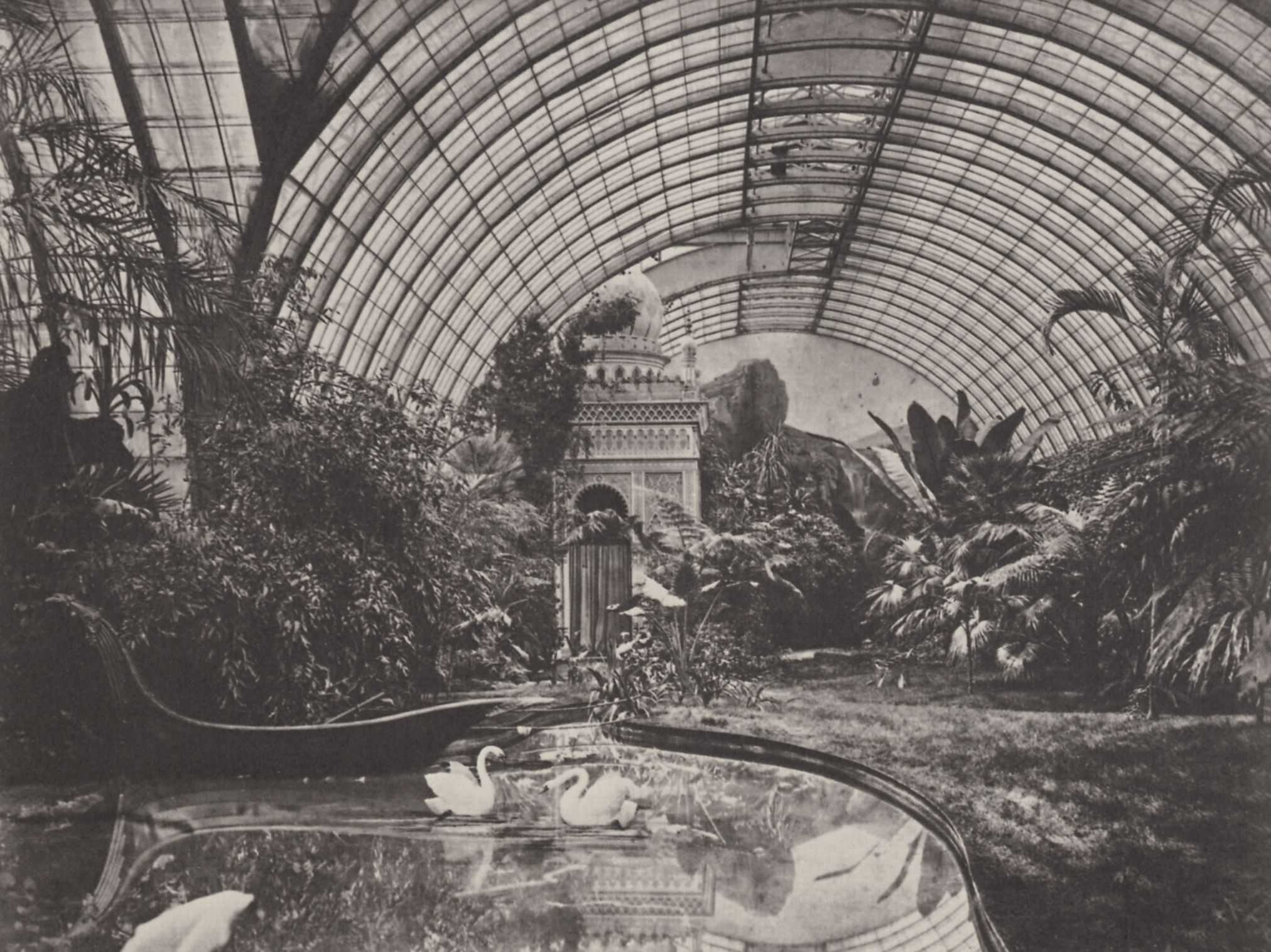
Intérieur du deuxième jardin d'hiver en 1870 (photographie de Joseph Albert).

Voit avait déjà construit avec Franz Jakob Kreuter (de) le premier jardin d'hiver de la Résidence de Munich pour Maximilien II de Bavière en 1852-1853. Son successeur Louis II lui en commanda un autre. Von Voit collabora avec Carl von Effner pour créer une vaste structure en T à trois niveaux, possédant un lac artificiel, un kiosque mauresque et une hutte de pêcheur. Une fresque panoramique de Julius Lange créait l'illusion de la perspective.
Ce bâtiment a été démoli dès 1887.

## Critiques
Ces constructions en verre et métal ont été critiquées pour leur « manque de substance et de corps », et le métal utilisé pour le Palais des glaces « s'est révélé trop fragile et trop sensible au feu. »